# 沃尔维克
沃尔维克（法語：Volvic，法語發音：[vɔlvik]），法国中南部城市，奥弗涅-罗讷-阿尔卑斯大区多姆山省的一个市镇，隶属于里永区，其市镇面积为27.78平方公里，2022年1月1日时人口数量为4,779人，在法国城市中排名第2,417位。
沃尔维克位于多姆山省中北部偏西，多姆山山区腹地，是一个区域性的中心城市，也是克莱蒙费朗西北部的一个远郊卫星城，因同名矿泉水而闻名。

## 地名来源
“沃尔维克”一名最初以“Vulvico”的形式被记载，出现于7世纪末，其来源和含义尚有待考证。

## 历史
沃尔维克早期历史尚无从考证，中世纪时期，沃尔维克是图尔埃努尔（Tournoël）子爵的都城，其家族成员在此修建图尔努埃尔城堡。1213年，腓力二世率领军队发动图尔努埃尔围城战并获得成功，图尔努埃尔被并入法兰西皇室，后成为奥弗涅行省的一部分。法国大革命后，沃尔维克成为多姆山省的一个市镇，工业革命期间，一条地方铁路由此通过。20世纪20年代，沃尔维克出现了矿泉水厂，其规模逐渐扩大，其中以“Volvic”命名的富维克在二战后成为法国重要的矿泉水商标，当地人口数量也有所增加。
沃尔维克在第二次世界大战期间被维希法国统治，盖世太保曾于1944年3月1日在此刺杀了17名人质，并烧毁了包括市政厅在内的多处建筑。

## 地理

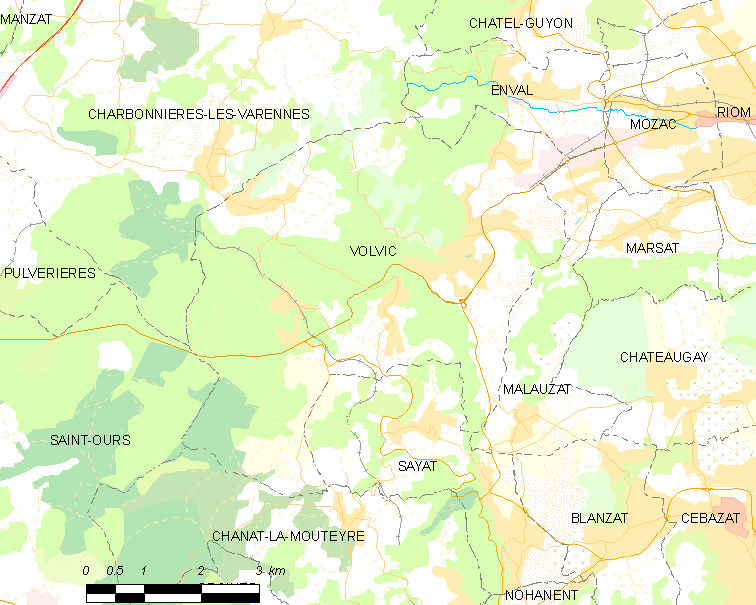
沃尔维克市镇范围地图

沃尔维克位于法国中南部，奥弗涅-罗讷-阿尔卑斯大区西部和多姆山省中北部偏西，距离省会克莱蒙费朗大约14公里。与沃尔维克接壤的市镇包括：沙纳拉穆泰尔、沙博尼耶尔-莱瓦雷讷、昂瓦勒、马洛扎、圣乌尔斯、萨亚。

### 地形
沃尔维克位于多姆山区腹地，境内以山地为主，市镇中心位于一处山间坡地上，为典型的丘陵城市，全境海拔在392到998米之间。

### 水文
沃尔维克属于卢瓦尔河流域，多条小溪自西向东流经境内。

### 植被
沃尔维克属于温带落叶林区，林地广泛分布于市区周边的山地地区。
在鲜花城市的评比中，沃尔维克被评为2星级鲜花城市。

### 气候
沃尔维克在柯本气候分类法中属于温带海洋性气候，但因其海拔相对较高，加之面向大西洋的一侧有山地阻挡，故当地的海洋性特征不太明显。
距离沃尔维克最近的气象站位于萨雅境内，以下为该气象站的数据（其中日照数据取自克莱蒙费朗）：
| 萨雅1981年－2019年  | 萨雅1981年－2019年 | 萨雅1981年－2019年 | 萨雅1981年－2019年 | 萨雅1981年－2019年 | 萨雅1981年－2019年 | 萨雅1981年－2019年 | 萨雅1981年－2019年 | 萨雅1981年－2019年 | 萨雅1981年－2019年 | 萨雅1981年－2019年 | 萨雅1981年－2019年 | 萨雅1981年－2019年 | 萨雅1981年－2019年 |
| 月份                | 1月                | 2月                | 3月                | 4月                | 5月                | 6月                | 7月                | 8月                | 9月                | 10月               | 11月               | 12月               | 全年               |
| ------------------- | ------------------ | ------------------ | ------------------ | ------------------ | ------------------ | ------------------ | ------------------ | ------------------ | ------------------ | ------------------ | ------------------ | ------------------ | ------------------ |
| 历史最高温 °C（°F） | 19.4 (66.9)        | 22.5 (72.5)        | 25.2 (77.4)        | 27.7 (81.9)        | 32.3 (90.1)        | 36.1 (97.0)        | 39.1 (102.4)       | 38 (100)           | 33.6 (92.5)        | 28.4 (83.1)        | 23.6 (74.5)        | 20.4 (68.7)        | 39.1 (102.4)       |
| 平均高温 °C（°F）   | 6.6 (43.9)         | 8.2 (46.8)         | 12 (54)            | 14.7 (58.5)        | 19.3 (66.7)        | 23 (73)            | 25.1 (77.2)        | 24.9 (76.8)        | 20.4 (68.7)        | 16.5 (61.7)        | 9.9 (49.8)         | 6.7 (44.1)         | 15.6 (60.1)        |
| 日均气温 °C（°F）   | 3.1 (37.6)         | 4.3 (39.7)         | 7.1 (44.8)         | 9.7 (49.5)         | 13.9 (57.0)        | 17.4 (63.3)        | 19.4 (66.9)        | 19.3 (66.7)        | 15.3 (59.5)        | 12 (54)            | 6.4 (43.5)         | 3.5 (38.3)         | 11 (52)            |
| 平均低温 °C（°F）   | −0.3 (31.5)        | 0.4 (32.7)         | 2.2 (36.0)         | 4.6 (40.3)         | 8.5 (47.3)         | 11.9 (53.4)        | 13.7 (56.7)        | 13.7 (56.7)        | 10.1 (50.2)        | 7.5 (45.5)         | 2.8 (37.0)         | 0.3 (32.5)         | 6.3 (43.3)         |
| 历史最低温 °C（°F） | −12.7 (9.1)        | −15 (5)            | −15.9 (3.4)        | −6.7 (19.9)        | −1 (30)            | 2.7 (36.9)         | 5.9 (42.6)         | 4.5 (40.1)         | 2 (36)             | −5.4 (22.3)        | −11.2 (11.8)       | −13.3 (8.1)        | −15.9 (3.4)        |
| 平均降水量 mm（）   | 55.7 (2.19)        | 53 (2.1)           | 49.2 (1.94)        | 77 (3.0)           | 75.2 (2.96)        | 77.2 (3.04)        | 85.1 (3.35)        | 72.3 (2.85)        | 73.6 (2.90)        | 65.1 (2.56)        | 71 (2.8)           | 60 (2.4)           | 814.4 (32.06)      |
| 月均日照時數        | 88.9               | 108.4              | 161.4              | 173.5              | 197.9              | 225.2              | 249.2              | 234.8              | 185.4              | 135.1              | 84                 | 69.2               | 1,913              |
| 来源：infoclimat.fr |                    |                    |                    |                    |                    |                    |                    |                    |                    |                    |                    |                    |                    |

## 行政区划
沃尔维克是法国奥弗涅-罗讷-阿尔卑斯大区多姆山省的一个市镇，编号为63470。沃尔维克隶属于里永区、多姆山省第二选区和沙泰勒吉永县，同时也是里永城市圈公共社区的组成部分。
法国国家统计与经济研究所（简称）在进行数据统计时，将沃尔维克单独设为沃尔维克城市核心区，并将包括核心区在内的周边共182个市镇划为克莱蒙费朗城市区。自2020年起，沃尔维克城市区被包含209个市镇的克莱蒙费朗城市辐射区代替。此外，还将沃尔维克市镇整体看作一个“块区”（IRIS）。

## 交通

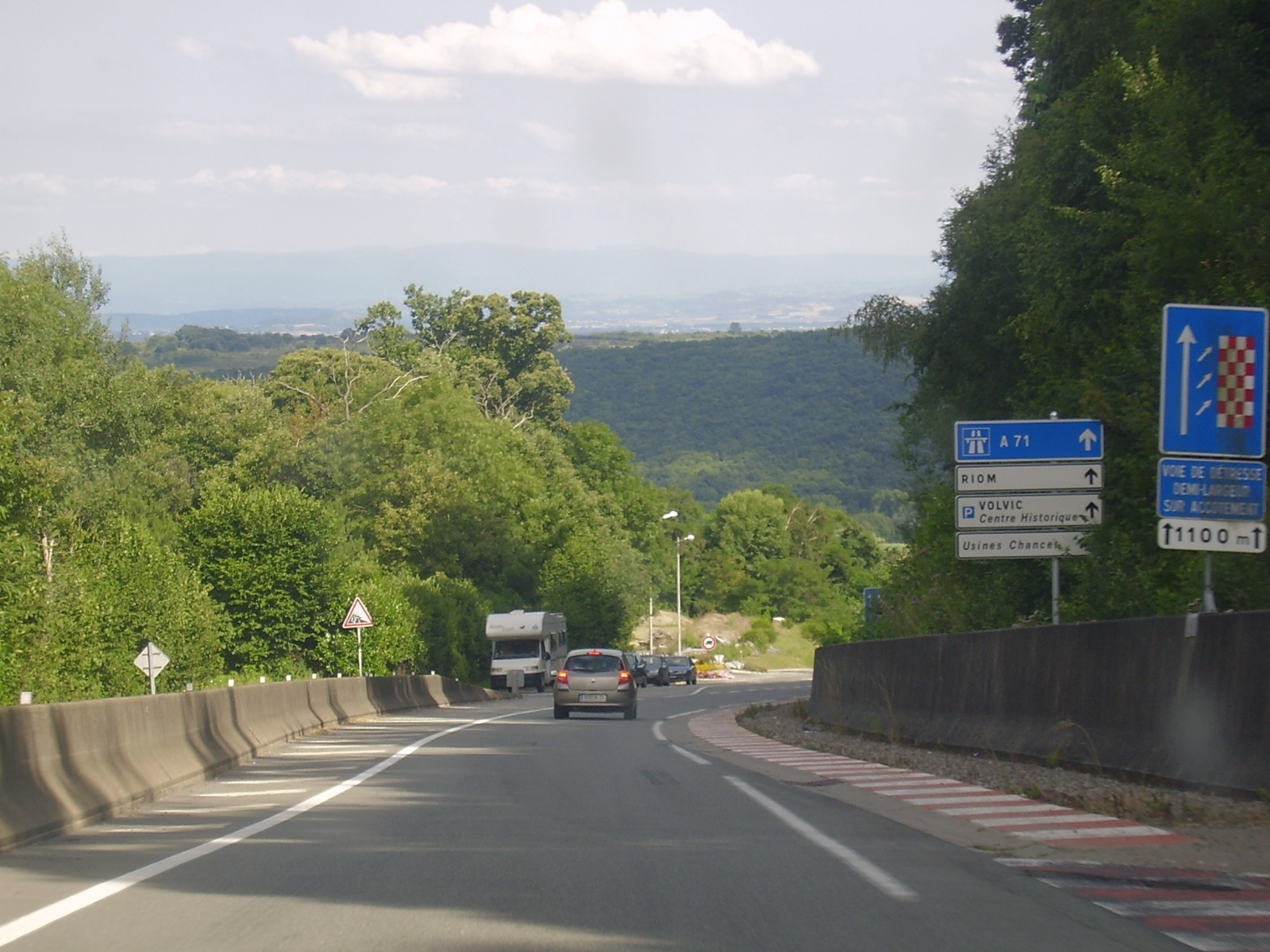
沃尔维克附近的公路

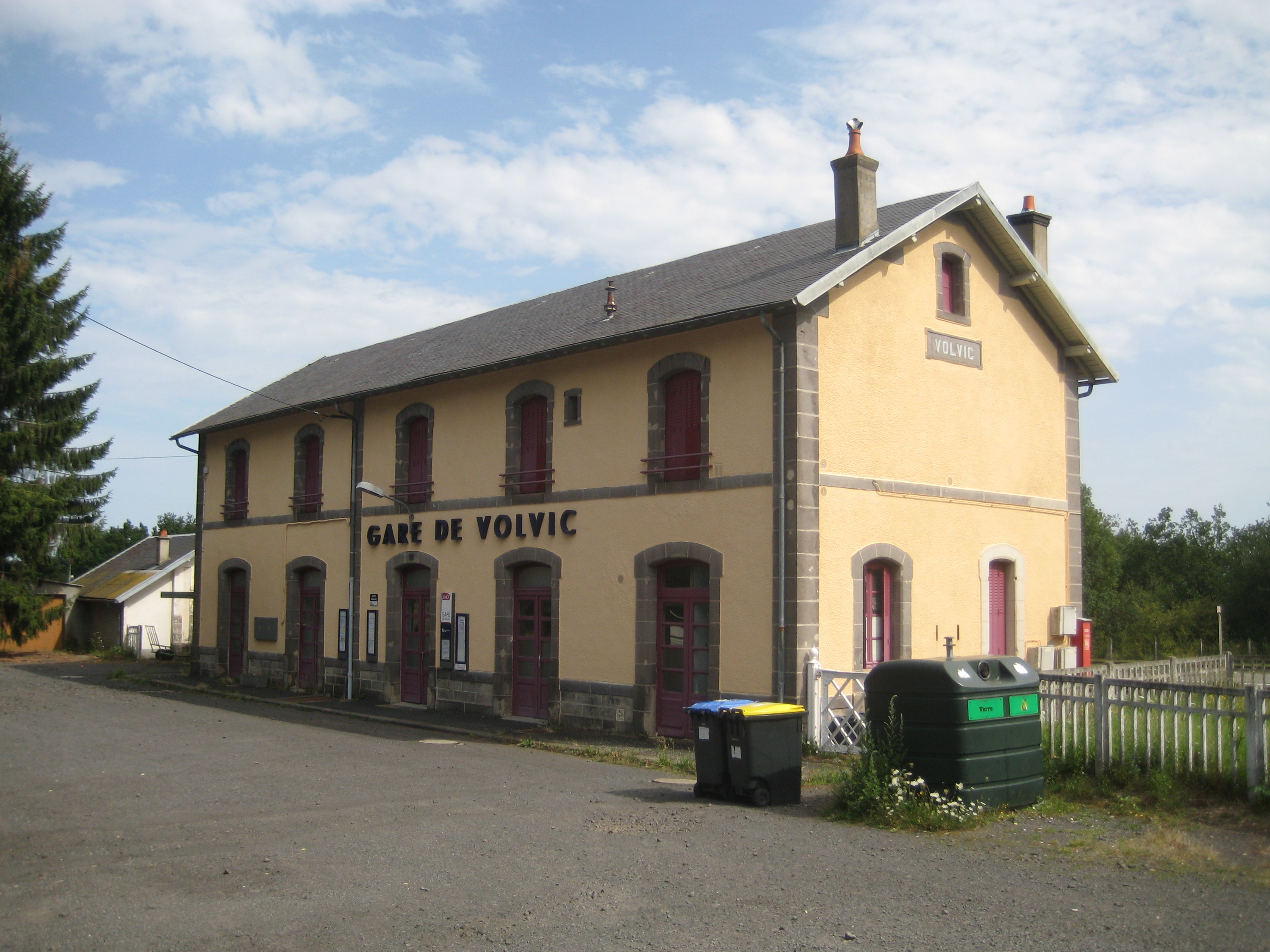
沃尔维克火车站

### 公路
多条多姆山省省道在沃尔维克境内交汇，奥弗涅-罗讷-阿尔卑斯大区下属的城际客运提供巴士线路，可前往克莱蒙费朗、莱桑西兹-孔普斯以及昂瓦勒。
2017年，79.4%的沃尔维克家庭拥有至少一辆私人汽车。2019年，沃尔维克境内共发生各类交通事故1起，造成1人受伤。

### 铁路
沃尔维克位于埃居朗德-梅尔利讷－克莱蒙费朗铁路上。沃尔维克站位于市区西南部，每天开行数班前往克莱蒙费朗区域列车。

### 航空
距离沃尔维克最近的民用航空站为克莱蒙费朗机场，距离沃尔维克市中心的公路里程约20公里。

### 城市公共交通
沃尔维克是里永城市公共交通（商业名称为）的服务范围，后者是这一区域的城市公共交通系统。截至2021年5月，该系统共包括4条公交线路，其中1路连接沃尔维克市区和里永-沙泰勒吉永站。

## 政治

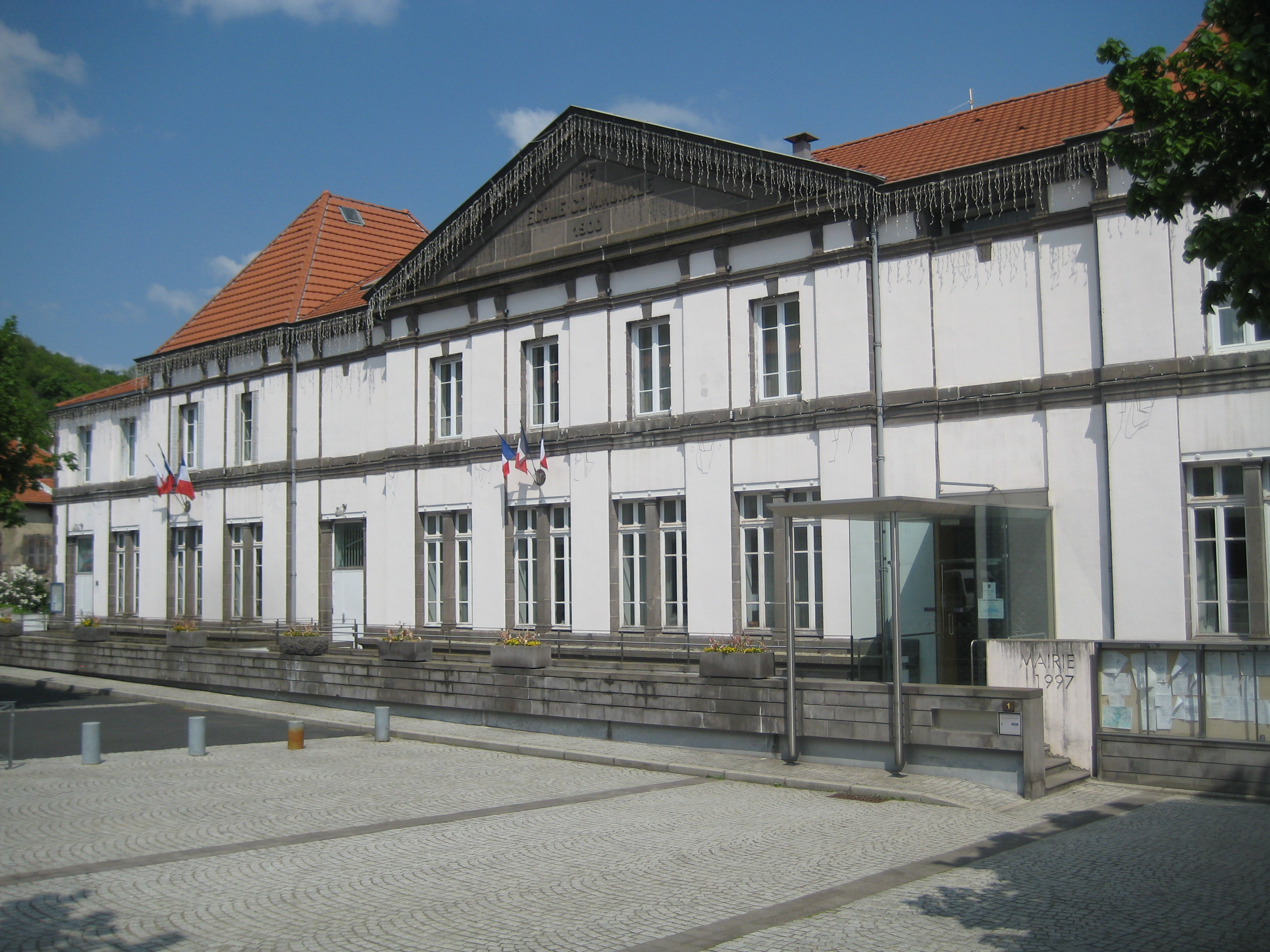
沃尔维克市政厅

沃尔维克的现任市长为洛朗·泰沃诺先生（Laurent Thévenot），他是一名中间派，在2020年的市政选举中获得了37.22%的支持率。
在2017年的法国总统大选中，法国第25任总统埃马纽埃尔·马克龙在沃尔维克获得了74.85%的支持率。
| 沃尔维克历届市长 |                                  |                             |
| 任期             | 市长                             | 党派                        |
| 1944年－1945年   | Louis Brosson 路易·布罗松        | 不详                        |
| 1945年－1967年   | Michel Champleboux 米歇尔·尚勒布 | SFIO工人国际法国支部        |
| 1971年－1977年   | Claude Moity 克洛德·穆瓦蒂       | 不详                        |
| 1977年－1989年   | Georges Dossat 乔治·多萨         | PS社会党                    |
| 1989年－2008年   | Jean Laurency 让·洛朗西          | PS社会党                    |
| 2008年－2020年   | Mohand Hamoumou 莫汉德·哈穆穆    | DVG左翼无党派人士 →LREM复兴 |
| 2020年－         | Laurent Thévenot 洛朗·泰沃诺     | DVC混杂中间派               |

## 人口
2018年，沃尔维克市镇人口数量为4,555，在法国排名第2,417位。其中男性2,242人，女性2,245人，75岁及以上人口占7.0%，外籍人口数量为762人，人口密度为164人/平方公里，当地居民被称为（男性）或（女性）。2019年，沃尔维克境内出生58人，死亡人口47人。
| 年份   | 1936  | 1946  | 1954  | 1962  | 1968  | 1975  | 1982  | 1990  | 1999  | 2004  | 2009  | 2014  | 2018  |
| ------ | ----- | ----- | ----- | ----- | ----- | ----- | ----- | ----- | ----- | ----- | ----- | ----- | ----- |
| 人口數 | 2,452 | 2,320 | 2,494 | 2,681 | 3,030 | 3,253 | 3,587 | 3,930 | 4,202 | 4,409 | 4,582 | 4,387 | 4,555 |

## 经济
沃尔维克是一个区域性的中心城市，截至2021年5月，当地共有各类用人单位493家，平均历史为16年，其中97.74%为中小型企业（PME）。富维克（矿泉水）、（暖通设备）及（公路交通工程）是当地2019年营业额最高的三个企业，分别为484,386,947欧元、9,119,245欧元和8,923,143欧元。

## 财政收入
2019年，沃尔维克的财政收入总额为7,543,640欧元，财政支出总额为6,264,510欧元，当年的债务总额为2,569,510欧元。2020年，沃尔维克共获得55,851欧元的国家财政补助，比上一年基本持平。
2017年，沃尔维克的人均月收入总额为2,270欧元，其中高级职员为3,746欧元，低于法国平均水平（4,214欧元）；中级职员为2,371欧元，高于法国平均水平（2,353欧元）；普通职员为1,706欧元，亦高于法国平均水平（1,690欧元）。
2017年，沃尔维克境内的青壮年（15至64岁）失业率为9.8%，当地57.2%的家庭拥有纳税资格，平均纳税2,408欧元，低于法国平均水平（3,888欧元）。

## 社会事务

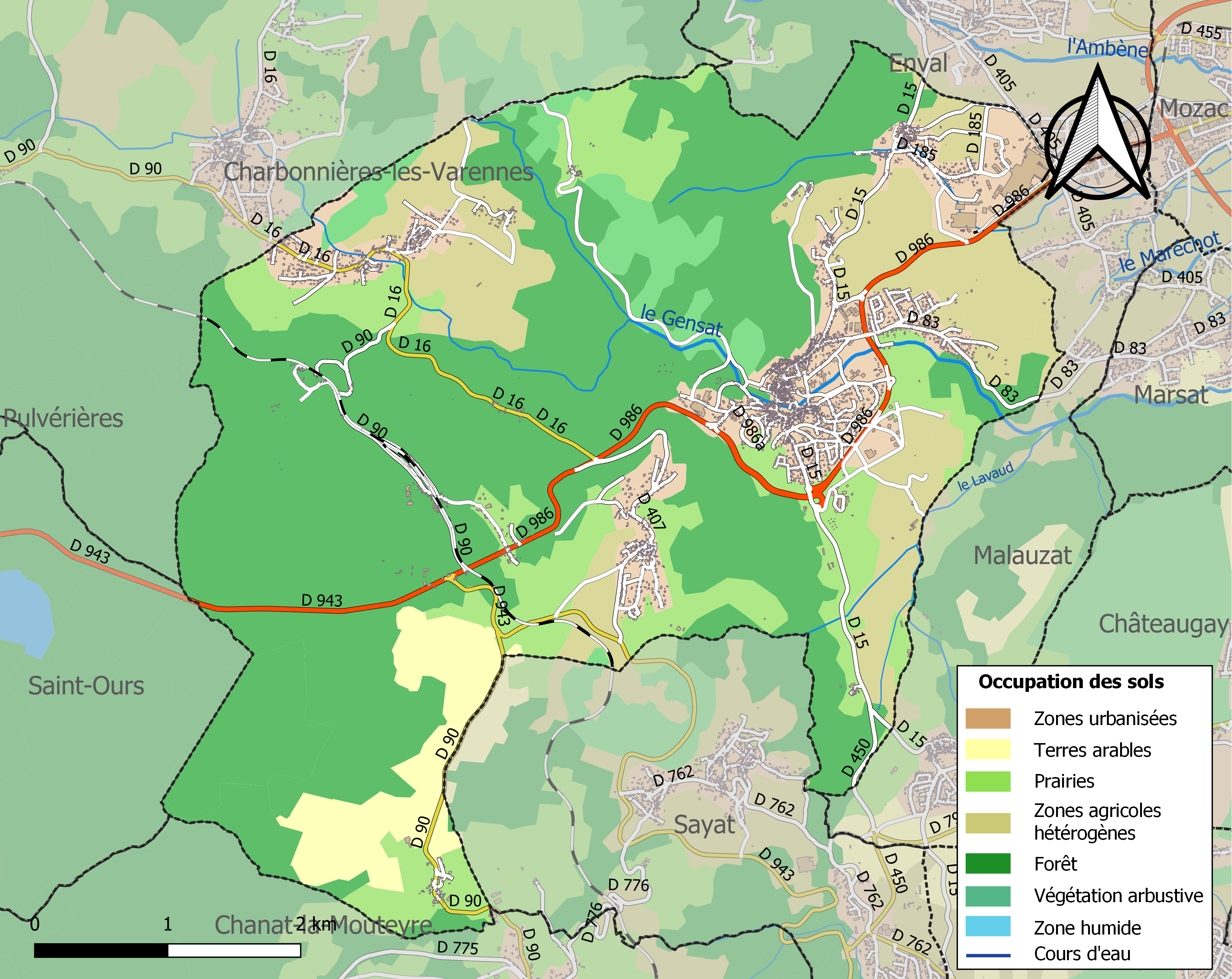
沃尔维克土地利用地图

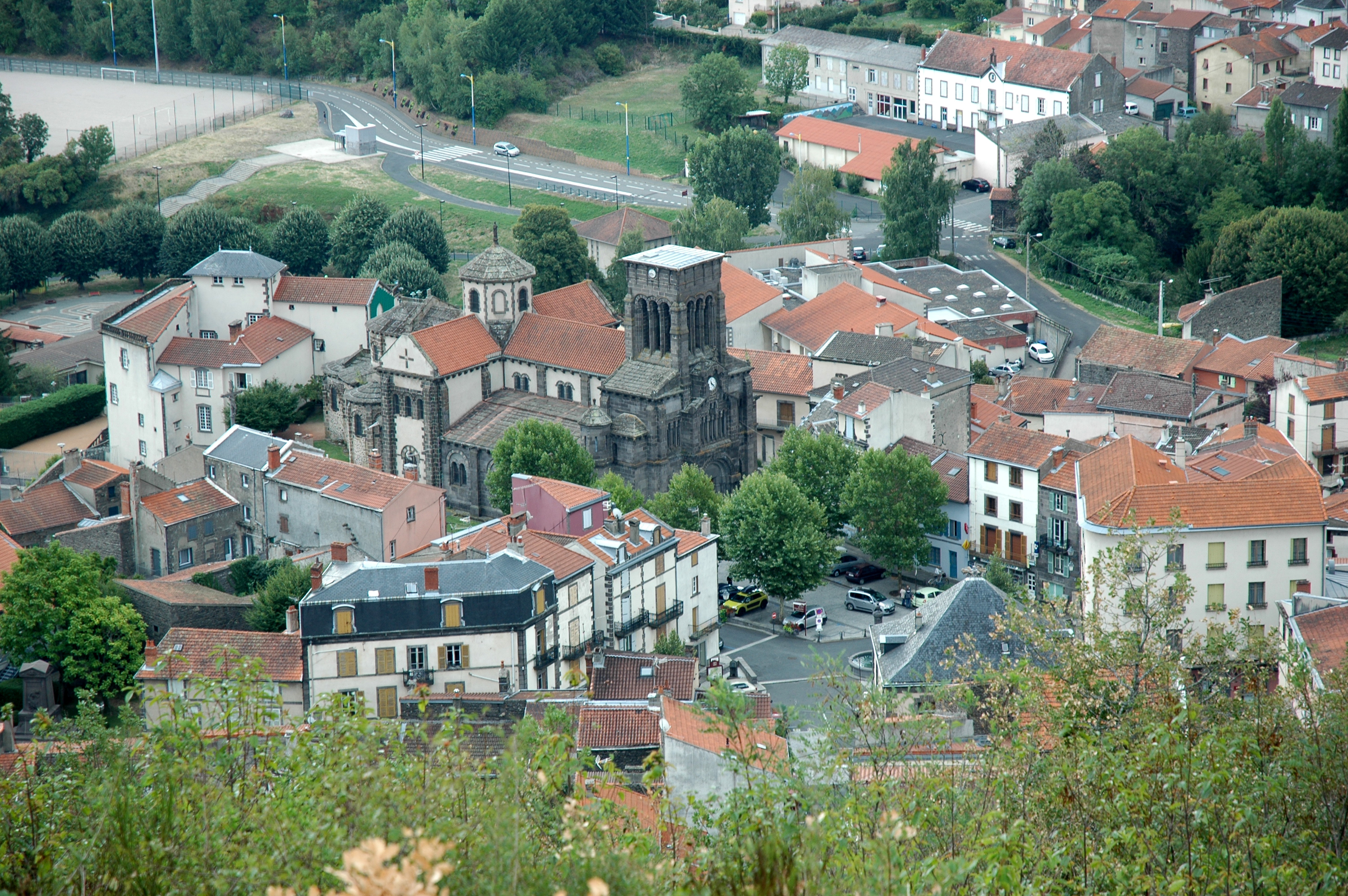
沃尔维克教堂街区

### 教育
沃尔维克属于克莱蒙费朗学区。截止2019年1月1日，沃尔维克境内共有1所幼儿园、3所小学和2所初级中学。2018至2019学年度，沃尔维克境内共有在校中等教育阶段学生506名。

### 医疗
截止2019年1月1日，沃尔维克境内共有全科医生5名、保健师3名、牙医3名、护士8名和助产士1名。境内共有药房1家、养老院1家、残疾人帮扶中心1家。
距离沃尔维克最近的中心医院为位于昂瓦勒境内的“艾蒂安·克莱蒙泰尔中心医院”（Centre Hospitalier Etienne Clementel），后者是法国的一个区域性医疗机构，其主病区距离沃尔维克市区5.8公里，设有床位151个。

### 住房
2017年，沃尔维克境内共有各类住房2,163套，其中90.7%为独立式居民区，9%为集中式居民区。常住房屋占沃尔维克市镇范围内居民建筑总量的85.1%。
在住房保障政策方面，2017年，沃尔维克境内共有217户家庭获得了住房经济补助，受益人数占总人口数量的4.8%，其中188份为房租补助。

### 商业
2019年，沃尔维克境内共有各类实体商铺73家，其中餐厅8家、杂货店2家、面包房2家、肉铺1家、书店1家、银行门店1家、美容美发店4家、汽车维修店2家。距离沃尔维克最近的大型超市为位于昂瓦勒境内的勒克莱尔超市。

### 体育
2019年，沃尔维克境内共有1处体育馆、2处网球场、2处足球或橄榄球场以及2处篮球或排球场。
截至2021年5月，沃尔维克境内共有四家注册足球俱乐部，其中沃尔维克体育俱乐部（CS Volvic）是当地的代表性足球队，2021至2022赛季参加奥弗涅-罗讷-阿尔卑斯大区足球联赛。

### 环境
沃尔维克的环境事务由其所属的公共社区负责。2019年，沃尔维克境内暂无污染企业。

### 治安
2019年，沃尔维克市镇范围内有1处宪兵队。
2014年，沃尔维克及附近地区共发生各类案件2,162起，其中盗窃类案件1,380起，经济类案件282起，毒品交易类案件81起。

## 文化

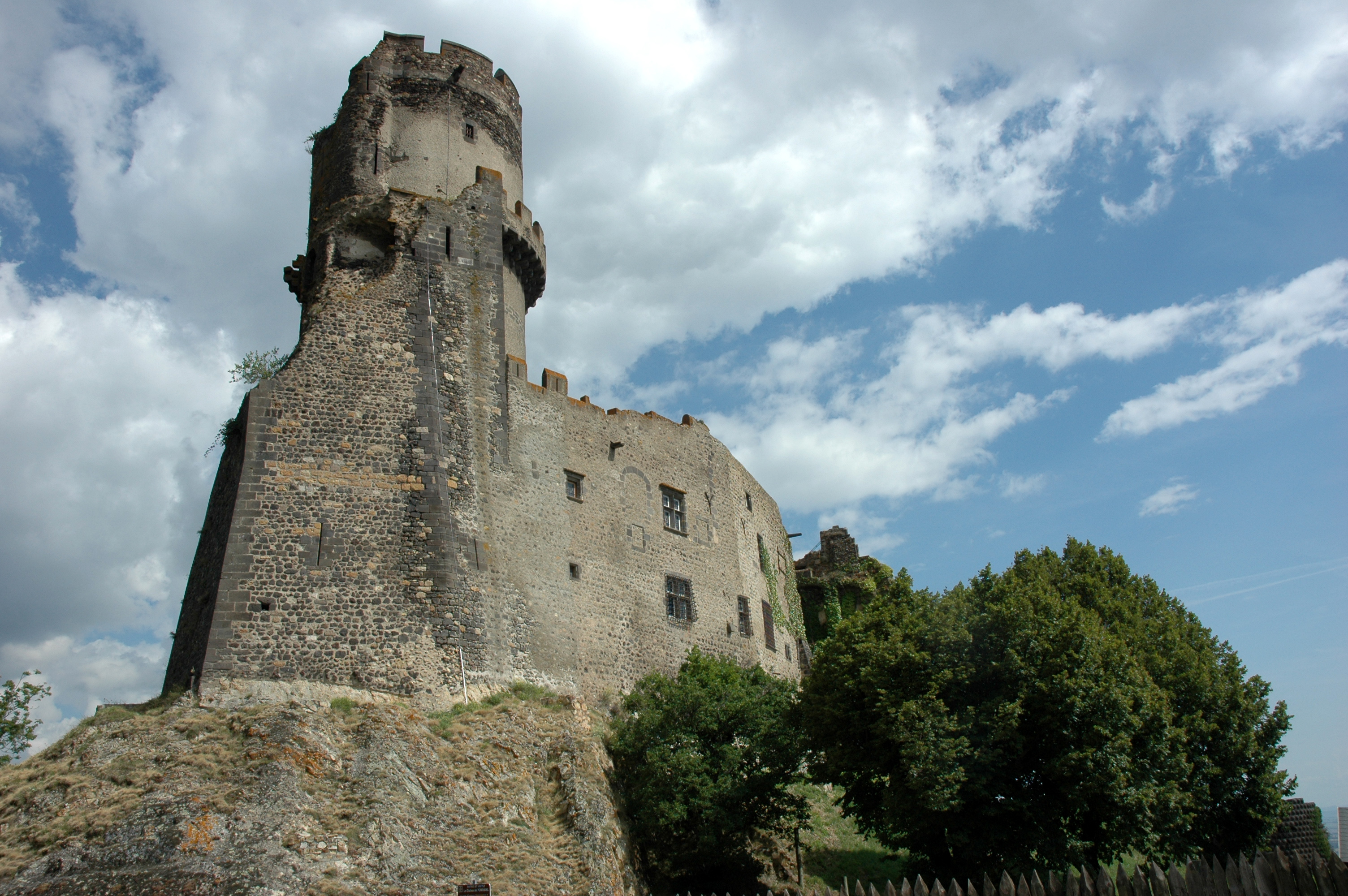
图尔努埃尔城堡遗址

2019年，沃尔维克境内有1家博物馆。沃尔维克市政府提供多媒体中心，向公众全年开放。

### 建筑
沃尔维克境内有多处法国国家文物保护单位，其中图尔努埃尔城堡遗址、博勒东城堡（等为当地的代表性建筑物。

### 旅游
沃尔维克的旅游事务由其所属的公共社区负责。2020年，沃尔维克境内共有3家酒店共计50间房间；另有1个露营地，可容纳共68辆露营车。

### 媒体
法国主要的媒体均可在沃尔维克接收，法国电视三台下属的奥弗涅-罗讷-阿尔卑斯大区频道在部分时段播出沃尔维克所属区域的地方新闻。

### 矿泉水

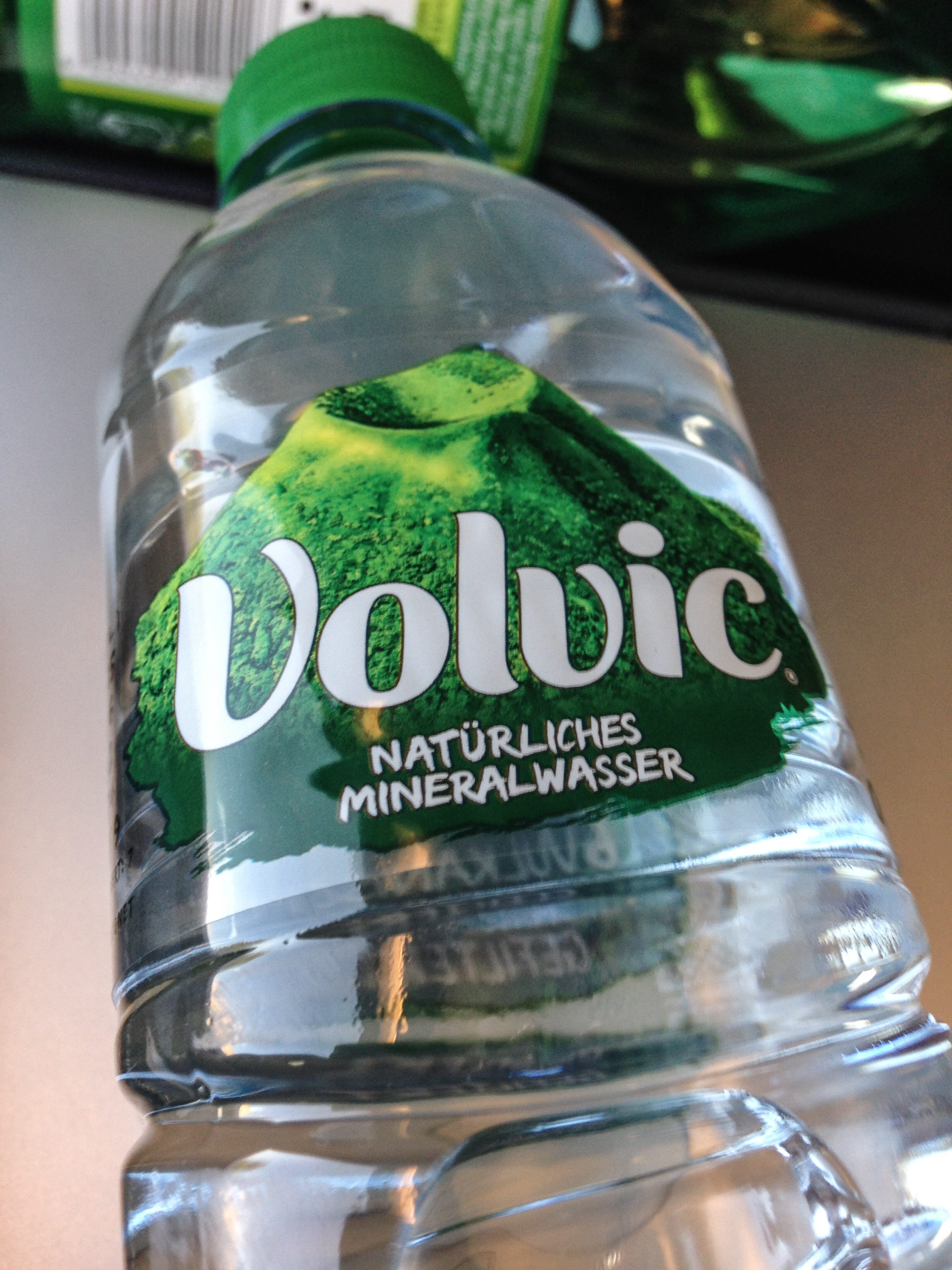
富维克矿泉水

沃尔维克因其出产矿泉水而闻名，其取水点及生产装备工厂均位于沃尔维克境内。

## 相关人物
奥弗涅地方志学家维克多·丰弗雷德出生和逝世于沃尔维克。

## 友好城市
截至2021年5月，沃尔维克共与两座城市互为友好城市关系：
- 德国 下施奈德海姆
- 苏格兰 基里缪尔（法语：Kirriemuir）